# Montbrison, Loire
Montbrison este un oraș în Franța, sub-prefectură a departamentului Loire, în regiunea Ron-Alpi. 
Montbrison este o comună în departamentul Loire din sud-estul Franței. În 2009 avea o populație de 14.974 de locuitori.

## Evoluția populației
| An        | 1975   | 1982   | 1990   | 1999   | 2006   | 2009   |
| --------- | ------ | ------ | ------ | ------ | ------ | ------ |
| Populație | 12.451 | 13.280 | 14.064 | 14.589 | 15.127 | 14.974 |

## Personalități născute aici
- Pierre Boulez (1925 - 2016), compozitor, dirijor.